# Cung điện ở Bagno
Cung điện ở Bagno (tiếng Ba Lan: Pałac w Bagnie) là một cung điện có từ thế kỷ 18 ở làng Bagno, huyện Trzebnica, tỉnh Dolnośląskie, Ba Lan. 
Hiện nay, đây là trụ sở của Chủng viện thần học - tu viện Salvatorians (Hội của Thiên Chúa Đấng Cứu Độ - viết tắt: SDS). Cung điện có tên trong danh sách di tích.

## Lịch sử
Đầu thế kỷ 18, Cung điện ở Bagno được xây dựng trên khu tàn tích của một pháo đài có từ thế kỷ 13 (bị phá hủy trong Chiến tranh Ba Mươi Năm). Sau khi hoàn thành xây dựng, cung điện trải qua 9 lần đổi chủ trong hai thế kỷ tiếp theo.
Vào năm 1905, một nhà sản xuất bia ở Wrocław mua lại và trùng tu phần nội thất trong cung điện. Bên cạnh đó, một cung điện thứ hai theo phong cách tân Baroque (Cung điện "Nowy Zamek", hay Cung điện "Lâu đài mới") được xây dựng. Chủ sở hữu lúc này là gia đình Kissling. Vì lý do kinh tế, Conrad Kissling đã bán cung điện, chỉ giữ lại ngọn đồi Kaltenhausen, nơi ông xây dựng lăng mộ của gia đình.
Năm 1930, Hội Salvatorians mua lại nơi này để tổ chức các buổi nghiên cứu triết học và thần học. Khi Thế chiến thứ hai xảy ra, hội buộc phải rời đi. Sau khi chiến tranh kết thúc, từ năm 1953, cung điện trở thành trụ sở của Chủng viện thần học - tu viện Salvatorians cho đến này nay.

## Kiến trúc
Công  trình kiến trúc này là một phần trong khu phức hợp cung điện gồm: Cung điện "Nowy Zamek", một công viên lịch sử, nhà của người làm vườn (từ năm 1910), một tòa nhà do Hội Salvatorians mua lại (từ năm 1930) và một số cơ sở phụ khác. Một cầu thang bằng gỗ kiểu Baroque và một lò sưởi bằng đá vẫn còn tồn tại cho đến ngày nay.